# آپولا ادل
آپولا ادیما ادل بت (به ارمنی: Ապոուլա Էդիմա Էդել Բետե؛ Apoula Edima Édel Bete) (متولد ۱۷ ژوئن ۱۹۸۶ در یائونده کامرون) یک دروازه‌بان تغییر ملیت داده ارمنی است، که در باشگاه هاپوئل تل‌آویو بازی می‌کند.
آپولا جام حذفی فرانسه را با پاری سن ژرمن به دست آورد و در بازی فینال هم بازی کرد.

## تیم ملی
ادل که متولد و بزرگ شده کامرون است، دو ملیتی است و تصمیم گرفت برای تیم ملی ارمنستان زیر نظر مربی فرانسوی‌اش برنارد کاسونی بازی کند. ادل نخستین بازی ملی خود را در چهارچوب تورنمنت بین‌المللی قبرس در تاریخ ۱۹ فوریه ۲۰۰۴ در پافوس در مقابل قزاقستان انجام داده است که این بازی ۳–۳ مساوی شد.